# Czesław Kudłek
Czesław Kudłek (ur. 1 listopada 1949 w Miłkowie koło Karpacza) – polski pilot, spadochroniarz, kapitan lotnictwa.

## Życiorys
Syn Bolesława i Danieli Ucielak. W 1967 roku ukończył Szkołę Rzemiosł Budowlanych w Jeleniej Górze, w 1970 roku ukończył technikum budowlane we Wrocławiu. Następnie rozpoczął studia na Akademii Wychowania Fizycznego we Wrocławiu, od 1971 roku rozpoczął szkolenie lotnicze. Został reprezentantem Polski w wieloboju spadochronowym, 30 czerwca 1971 roku zwyciężył w Ogólnopolskich Zawodach Spadochronowych. Zespół Aeroklubu Warszawskiego (w ramach którego startował) zajął zespołowo I miejsce. Startowało w nich 19 skoczków. W 1972 roku w VIII Międzynarodowych Klubowych Zawodach Spadochronowych zajął trzecie miejsce. W 1973 roku w IX Międzynarodowych Klubowych Zawodach Spadochronowych zajął pierwsze miejsce. Brał udział w zespołowej akrobacji spadochronowej, 6 czerwca 1976 roku był członkiem 11-osobowego zespołu, który po skoku z 3000 metrów w ciągu 43 sekund utworzył gwiazdę i utrzymał ją przez 11 sekund. Z powodu niedokładności w zapisie wyczyn ten nie został uznany za rekord krajowy. Był jednym ze współautorów książki pt.  ABC skoczka spadochronowego opublikowanej w 1978 roku .
Studia ukończył w 1974 roku i rozpoczął pracę w Aeroklubie Opolskim jako instruktor lotniczy. W 1975 roku powrócił na macierzystą uczelnię, gdzie został zatrudniony jako pracownik naukowo-dydaktyczny. W 1977 roku rozpoczął pracę w Polskich Liniach Lotniczych LOT w charakterze II pilota, od 1981 r. latał jako pierwszy pilot samolotów An-24.
12 lutego 1982 Kudłek porwał samolot An-24 LOT-u wykonujący lot rejsowy L-0747. Na pokładzie w czasie lotu obecni byli czterej członkowie oddziału antyterrorystycznego Jerzego Dziewulskiego oraz żona Kudłka i dwójka ich dzieci. Samolot wystartował z lotniska w Warszawie i miał lądować we Wrocławiu, ale lot zakończył się w Berlinie Zachodnim na lotnisku Tempelhof. Po tych wydarzeniach wyemigrował do Stanów Zjednoczonych i osiadł w Teksasie. Zarządza filią kalifornijskiej korporacji KLN Engineering.
Za złamanie międzynarodowych przepisów dotyczących przestrzeni powietrznej kapitan Kudłek został ukarany dożywotnim odebraniem licencji pilota na prowadzenie przelotów pasażerskich.
Historia porwania samolotu przez Czesława Kudłeka stała się kanwą fabularyzowanego filmu dokumentalnego pt. LOT 747 w reżyserii Radosława Dunaszewskiego.

## Życie prywatne
Poślubił Grażynę Olbrycht, z którą ma córkę Annę.